# Dognecea
Dognecea – wieś w Rumunii, w okręgu Caraș-Severin, w gminie Dognecea. W 2011 roku liczyła 1905 mieszkańców. 